# Logwino (Kaliningrad)
Logwino (russisch Логвино, deutsch Medenau, litauisch Medenava, auch: Medinava) ist ein Ort in der russischen Oblast Kaliningrad. Er liegt im Rajon Selenogradsk und gehört zur kommunalen Selbstverwaltungseinheit Stadtkreis Selenogradsk.

## Geographische Lage
Das Dorf liegt in den historischen Region Ostpreußen, etwa 22 Kilometer westnordwestlich von Kaliningrad (Königsberg) und 16 Kilometer ostnordöstlich der Stadt Primorsk (Fischhausen). 

## Ortsname
Der Name Medenau leitet sich von dem prussischen Gau Medenowe ab.
Der Name Logwino wurde von dem russischen Wort log für Hohlweg abgeleitet. Es bezog sich offenbar auf die etwa zwei Kilometer östlich gelegene Erosionsrinne Hohler Grund, die heute mit owrag Skryty (ru. овраг Скрытый) bezeichnet wird.

## Geschichte

Medenau, nördlich des Frischen Haffs und ostnordöstlich der Stadt Fischhausen, auf einer Landkarte von 1910.

Das Gründungsjahr des bis 1947 Medenau genannten Ortes war 1263. Bereits um 1000 v. Chr. war die Gegend besiedelt. In der Nähe besiegte im Jahre 1255 der böhmische König Ottokar II. die Samländer. Ab 1258 gehörte Medenouwe zum Fürstbistum Samland. Hier fanden sich noch bedeutende Reste alter prußischer Wallanlagen.
1263 erwähnte man hier eine Burg der Bischöfe, die jedoch keine Bedeutung erlangte und deren Kellerräume 1840 zugeschüttet wurden.
Im Jahre 1874 wurde Medenau Sitz und namensgebender Ort für einen neu errichteten Amtsbezirk, der bis 1945 bestand und bis 1939 zum Landkreis Fischhausen, danach zum Landkreis Samland im Regierungsbezirk Königsberg der preußischen Provinz Ostpreußen gehörte.
Am 9. September 1879 hielt Kaiser Wilhelm I. hier eine Heerschau anlässlich eines Kaisermanövers ab. Daran erinnerte ein Denkmal auf dem Pfarrland von Medenau. Auf dem Granitobelisk, auf dem ein Adler sitzt, stand die Inschrift: Mit Gott für König und Vaterland. Darunter war zu lesen: Seine Majestät der Kaiser und König Wilhelm I. beobachtete von dieser Feldmark das Manöver des ersten Armeekorps am 9. September 1879. Heil dem Heldengreise. Die Rückseite ließ wissen: Zur Erinnerung gewidmet von G.W. Loewner. Adl. Medenau, den 9. September 1881. Kaiser Wilhelm verband mit Medenau Jugenderinnerungen, feierte er hier doch mit seiner Familie 1809 den Geburtstag seines Vaters, des Königs Friedrich Wilhelm III. im Gutshaus des damaligen Besitzers Barclay.
In der Mitte des 19. Jahrhunderts entstand das spätklassizistische Gutshaus, in dem als letzter Besitzer die Familie Rautenberg wohnte und das 1945 zerstört wurde.
Im Jahre 1910 waren in Medenau 531 Einwohner registriert. Am 30. September 1928 schlossen sich die Landgemeinden Medenau und Kosnehnen (nicht mehr existent) sowie die Gutsbezirke Adlig Medenau, Kathrinhöfen, Klein Medenau, Sickenhöfen (russisch: Murmanskoje) und Warengen – alle existieren ebenfalls nicht mehr – zur neuen Landgemeinde Medenau zusammen. Die Einwohnerzahl Medenaus betrug dann 1933 insgesamt 1.231 und 1939 noch 1.201.
Gegen Ende des Zweiten Weltkriegs besetzte im Frühjahr 1945 die Rote Armee die Region. Bald nach Beendigung der Kampfhandlungen wurde Medenau zusammen mit der nördlichen Hälfte Ostpreußens von der Sowjetunion besatzungsrechtlich unter eigene Verwaltung genommen. Im Jahr 1947 erhielt der Ort die russische Bezeichnung Logwino. Gleichzeitig wurde der Ort Sitz eines Dorfsowjets im Rajon Primorsk. Nach Auflösung des Dorfsowjets im Jahr 1963 gelangte Logwino in den Dorfsowjet Pereslawski selski Sowet. Von 2005 bis 2015 gehörte der Ort zur Landgemeinde Pereslawskoje selskoje posselenije und seither zum Stadtkreis Selenogradsk.

### Amtsbezirk Medenau (1874–1945)
Der am 13. Juni 1874 errichtete Amtsbezirk Medenau bestand anfangs aus elf Landgemeinden (LG) bzw. Gutsbezirken (GB):
| Name                | Russischer Name | Bemerkungen                                       |
| ------------------- | --------------- | ------------------------------------------------- |
| Adlig Medenau (GB)  |                 | 1928 in die Landgemeinde Medenau eingegliedert    |
| Kathrinhöfen (GB)   |                 | 1928 in die Landgemeinde Medenau eingegliedert    |
| Klein Medenau (GB)  |                 | 1928 in die Landgemeinde Medenau eingegliedert    |
| Kosnehnen (LG)      |                 | 1928 in die Landgemeinde Medenau eingegliedert    |
| Kragau (LG)         | Prochladnoje    |                                                   |
| Kragau, Domäne (GB) |                 | 1927 in die Landgemeinde Kragau eingegliedert     |
| Medenau (LG)        | Logwino         |                                                   |
| Mossehnen (LG)      |                 | 1928 in die Landgemeinde Kragau eingegliedert     |
| Ponaken (LG)        | Woroneschskoje  | 1928 in die Landgemeinde Wischehnen eingegliedert |
| Schuditten (LG)     | Orechowo        |                                                   |
| Wischehnen (LG)     |                 |                                                   |

Aufgrund der mannigfachen Umstrukturierung bildeten am 1. Januar 1945 noch vier Gemeinden den Amtsbezirk Medenau: Kragau, Medenau, Schuditten und Wischehnen. Von ihnen existieren heute nur noch Kragau (Prochladnoje) und Medenau (Logwino).

### Logwinski selski Sowet 1947–1963
Der Dorfsowjet Logwinski selski Sowet (ru. Логвинский сельский Совет) wurde im Juni 1947 im Rajon Primorsk eingerichtet. Ihm gehörten zunächst 35 Orte an und er reichte im Westen bis zur Danziger Bucht. Im Oktober 1950 wurde der westliche Teil eigenständig als Zwetnikowski selski Sowet eingerichtet. Im Jahr 1954 wurde der Wsmorjewski selski Sowet an den Logwinski selski Sowet angeschlossen. Im Jahr 1963 wurde der Dorfsowjet aufgelöst und seine Orte (offenbar) auf die Dorfsowjets Pereslawski selski Sowet und Wolotschajewski selski Sowet aufgeteilt.

## Verkehr
An das Straßennetz ist der Ort über eine Nebenstraße angebunden, die die russische Fernstraße A 193 (frühere deutsche Reichsstraße 131) über Schipowka (Bahnhof Powayen) und Tscherepanowo ((Adlig) Powayen) mit der Hauptstraße Pereslawskoje (Drugehnen) – Kumatschowo (Kumehnen) – Kruglowo (Polennen) verbindet. 
Die nächste Bahnstation ist das vier Kilometer südlich gelegene Schipowka (bis 1945 Powayen) an der Bahnstrecke Kaliningrad–Baltijsk (Königsberg – Pillau), der früheren Ostpreußischen Südbahn.

## Kirche
Siehe dazu den Hauptartikel → Kirche Medenau

### Kirchengebäude

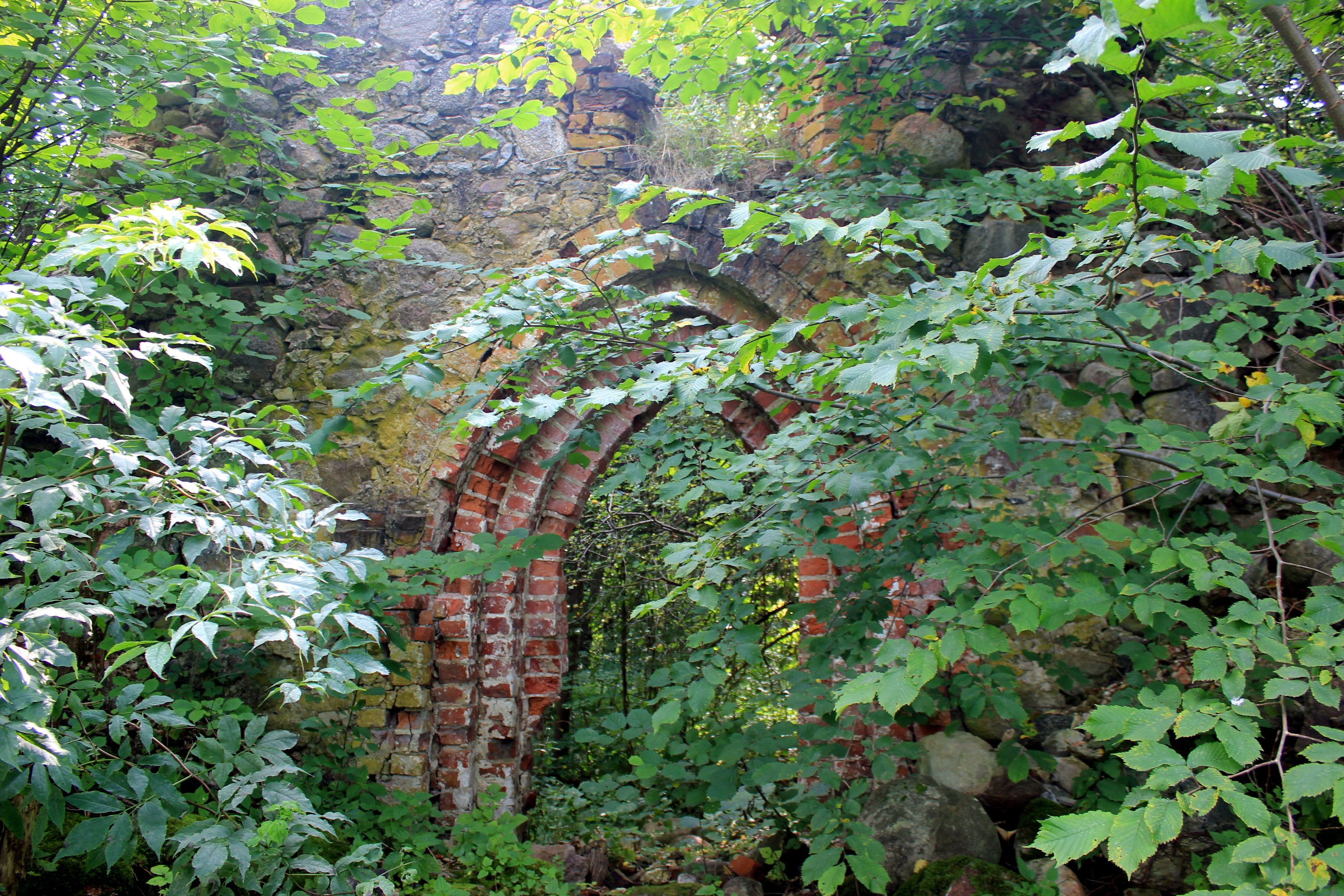
Überreste der Medenauer Kirche

Die Kirche Medenau stammte aus dem beginnenden 14. Jahrhundert. Es handelte sich um einen Feldsteinbau mit Ziegelecken, polygonalem Chorabschluss und einem Turm aus Ziegeln. Sie war bis 1945 ein evangelisches Gotteshaus und überstand den Krieg unversehrt. Im Jahre 1947 allerdings wurde sie beim Versuch, die Glocken zu entfernen, durch einen Brand zerstört. In den 1950er Jahren sprengte das Militär die Mauern zwecks Gewinnung von Baumaterial. Heute stehen nur noch Fragmente der Nordmauer, des Turms und des Chores mit dem Portal der Sakristei.

### Kirchengemeinde
Bereits in vorreformatorischer Zeit war Medenau ein Kirchdorf. Bereits früh hielt die Reformation hier Einzug, und der Ort wurde evangelischer Pfarrsitz. Bis 1945 gehörte Medenau mit seinem weitflächigen Kirchspiel zum Kirchenkreis Fischhausen (heute russisch: Primorsk) in der Kirchenprovinz Ostpreußen der Kirche der Altpreußischen Union. Ab 1896 war im Kirchspielort Groß Heydekrug (1939 bis 1946 Großheidekrug, heute russisch: Wsmorje) Hilfsprediger eingesetzt, ab 1909 wurde ein eigener Pfarrbezirk gebildet und 1931 dort eine Kirche errichtet. Bei der Volkszählung im Jahre 1925 gehörten zu dem 34 Orte umfassenden Kirchspiel Medenau/Groß Heydekrug insgesamt 5.000 Gemeindeglieder, von denen 3.000 in dem 25 Orte umschließenden Kirchspielteil Medenau lebten.
Heute liegt Logwino im Einzugsbereich der neu entstandenen evangelisch-lutherischen Gemeinde in Swetly (Zimmerbude). Sie ist eine Filialgemeinde der Auferstehungskirche in Kaliningrad (Königsberg) in der Propstei Kaliningrad der Evangelisch-lutherischen Kirche Europäisches Russland.

## Persönlichkeiten, die mit dem Ort verbunden sind
- Johannes Picker (ca. 1640–1693), deutscher evangelischer Theologe und Schulmann, wurde in Medenau geboren
- Karl Emil Gebauer (1806–1888), topographischer Schriftsteller des Samlands, war 1847–1883 evangelischer Pfarrer in Medenau